# Championnat du monde des rallyes junior
 (septembre 2023).
Le championnat du monde des rallyes junior (Junior World Rally Championship ou J-WRC) est une compétition de rallye automobile créée par la FIA en 2001 pour permettre aux jeunes pilotes d'accéder à la catégorie reine, le WRC. Pour y participer, les pilotes ne peuvent être âgés de plus de 28 ans en début d'année[réf. obsolète]. Les voitures éligibles à l'origine sont des deux roues motrices (à l'avant) à moteur atmosphérique, répondant à la réglementation Super 1600 ou FIA Groupe N d'une cylindrée de moins de 2 000 cm3, ou groupe R, ou FIA Groupe A d'une cylindrée de moins de 2 000 cm3[réf. obsolète].
Le championnat se déroule sur 5 manches du championnat du monde des rallyes (WRC).

## Historique
Pour la saison 2007, le championnat a été rebaptisé Junior Rally Championship, vu qu'il ne correspondait plus aux critères d'attribution du label championnat du monde, toutes les manches 2007 étant européennes.
En 2011, la FIA remplace le J-WRC par la WRC Academy[réf. obsolète]. Celle-ci est une catégorie où tous les pilotes (âgés de moins de 26 ans au 1er janvier) roulent sur des Ford Fiesta R2 préparées par M-Sport. Pour augmenter le niveau de la compétition, les voitures sont équipées de pneus Pirelli. La WRC Academy est accessible et abordable, avec un coût de participation limité à approximativement 135 000 euros par saison. En contrepartie, les pilotes se voient offrir le voyage et l'hébergement de l'équipage, une voiture pour effectuer les reconnaissances et le coût des réparations d'une voiture endommagée dans un accident.
Le vainqueur de la série se voit remettre une bourse de 500 000 euros pour poursuivre sa carrière en WRC.
Le 28 septembre 2012, le Conseil Mondial du Sport Automobile valide des modifications sur les des championnats annexes du WRC. La WRC Academy, née en 2011, retrouve son nom originel, le Championnat du monde des rallyes junior FIA[réf. obsolète].
En 2014 et 2015, Citroën Racing est le fournisseur exclusif du JWRC avec la Citroën DS3 R3 obligatoirement préparée par le constructeur, équipée de pneus Michelin. Les voitures roulent avec le carburant indiqué par la FIA[réf. obsolète].

## Palmarès
| Saison                                                    |                      | Championnat pilotes    | Championnat pilotes    |                   | Championnat copilotes | Championnat copilotes |  |
| Saison                                                    | Pilote               | Voiture                | Copilote               | Pilote            |                       |                       |  |
|                                                           |                      |                        |                        |                   |                       |                       |  |
| Championnat du monde des rallyes WRC-3 Junior             |                      |                        |                        |                   |                       |                       |  |
|                                                           |                      |                        |                        |                   |                       |                       |  |
| 2022                                                      |                      | Robert Virves          | Ford Fiesta Rally3     |                   | Brian Hoy             | Robert Virves         |  |
|                                                           |                      |                        |                        |                   |                       |                       |  |
| Championnat du monde des rallyes junior ( J-WRC )         |                      |                        |                        |                   |                       |                       |  |
|                                                           |                      |                        |                        |                   |                       |                       |  |
| 2021                                                      |                      | Sami Pajari            | Ford Fiesta Rally4     |                   | Marko Salminen        | Sami Pajari           |  |
| 2020                                                      | Tom Kristensson      | Ford Fiesta Rally4     | Joakim Sjöberg         | Tom Kristensson   |                       |                       |  |
| 2019                                                      | Jan Solans           | Ford Fiesta R2T        | Mauro Barreiro         | Jan Solans        |                       |                       |  |
| 2018                                                      | Emil Bergkvist       | Ford Fiesta R2         | Johan Johansson        | Emil Bergkvist    |                       |                       |  |
| 2017                                                      | Nil Solans           | Ford Fiesta R2         | Miquel Ibáñez          | Nil Solans        |                       |                       |  |
| 2016                                                      | Simone Tempestini    | Citroën DS3 R3T        | Giovanni Bernacchini   | Simone Tempestini |                       |                       |  |
| 2015                                                      | Quentin Gilbert      | Citroën DS3 R3T        | Renaud Jamoul          | Quentin Gilbert   |                       |                       |  |
| 2014                                                      | Stéphane Lefebvre    | Citroën DS3 R3T        | Thomas Dubois          | Stéphane Lefebvre |                       |                       |  |
| 2013                                                      | Pontus Tidemand      | Ford Fiesta R2         | Ola Fløene             | Pontus Tidemand   |                       |                       |  |
|                                                           |                      |                        |                        |                   |                       |                       |  |
| Championnat du monde des rallyes académie ( WRC Academy ) |                      |                        |                        |                   |                       |                       |  |
|                                                           |                      |                        |                        |                   |                       |                       |  |
| 2012                                                      |                      | Elfyn Evans            | Ford Fiesta R2         |                   | Candido Carrera       | José Antonio Suárez   |  |
| 2011                                                      | Craig Breen          | Ford Fiesta R2         | Gareth Roberts         | Craig Breen       |                       |                       |  |
|                                                           |                      |                        |                        |                   |                       |                       |  |
| Championnat du monde des rallyes junior ( J-WRC )         |                      |                        |                        |                   |                       |                       |  |
|                                                           |                      |                        |                        |                   |                       |                       |  |
| 2010                                                      |                      | Aaron Burkart          | Suzuki Swift S1600     |                   | Pas de championnat    | Pas de championnat    |  |
| 2009                                                      | Martin Prokop        | Citroën C2 S1600       |                        |                   | Pas de championnat    | Pas de championnat    |  |
| 2008                                                      | Sébastien Ogier      | Citroën C2 S1600       |                        |                   | Pas de championnat    | Pas de championnat    |  |
| 2007                                                      | Per-Gunnar Andersson | Suzuki Swift S1600     |                        |                   | Pas de championnat    | Pas de championnat    |  |
| 2006                                                      | Patrik Sandell       | Renault Clio S1600     |                        |                   | Pas de championnat    | Pas de championnat    |  |
| 2005                                                      | Daniel Sordo         | Citroën C2 S1600       |                        |                   | Pas de championnat    | Pas de championnat    |  |
| 2004                                                      | Per-Gunnar Andersson | Suzuki Ignis S1600     |                        |                   | Pas de championnat    | Pas de championnat    |  |
| 2003                                                      | Brice Tirabassi      | Renault Clio S1600     |                        |                   | Pas de championnat    | Pas de championnat    |  |
| 2002                                                      | Daniel Solà          | Citroën Saxo VTS S1600 |                        |                   | Pas de championnat    | Pas de championnat    |  |
|                                                           |                      |                        |                        |                   |                       |                       |  |
| Championnat du monde des rallyes Super 1600               |                      |                        |                        |                   |                       |                       |  |
|                                                           |                      |                        |                        |                   |                       |                       |  |
| 2001                                                      |                      | Sébastien Loeb         | Citroën Saxo VTS S1600 |                   | Pas de championnat    | Pas de championnat    |  |

## Galerie photos

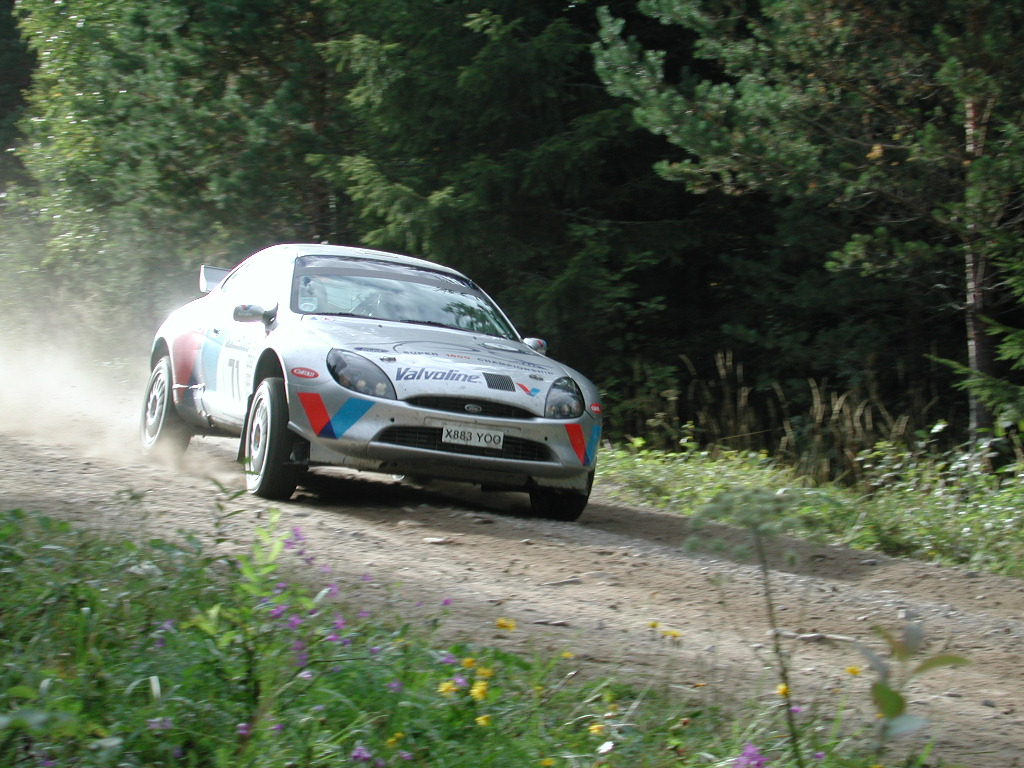
François Duval sur Ford Puma S1600 au Rallye de Finlande 2001.
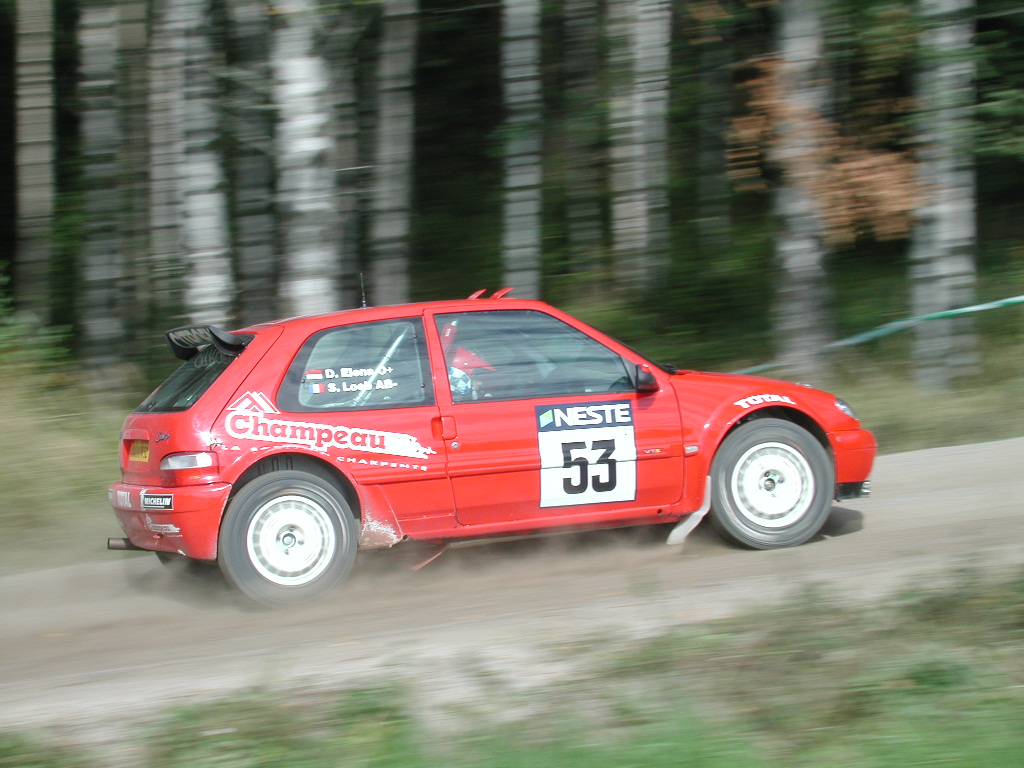
Sébastien Loeb conduit la Citroën Saxo VTS S1600 en 2001.
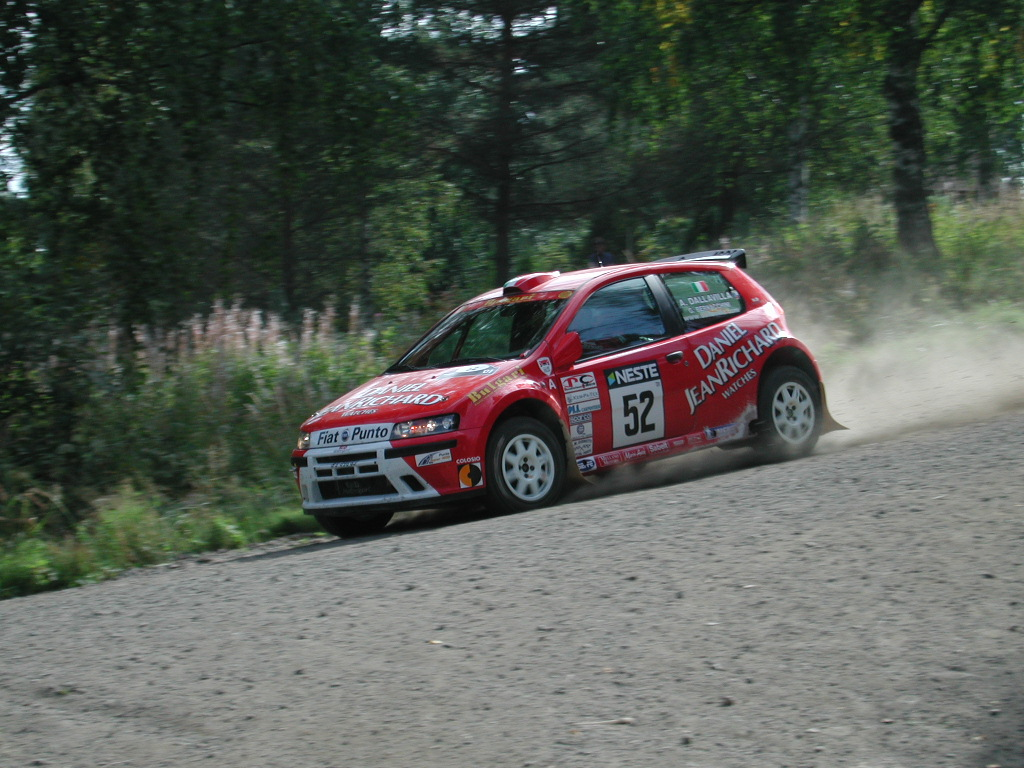
Fiat Punto S1600 au Rallye de Finlande 2001.
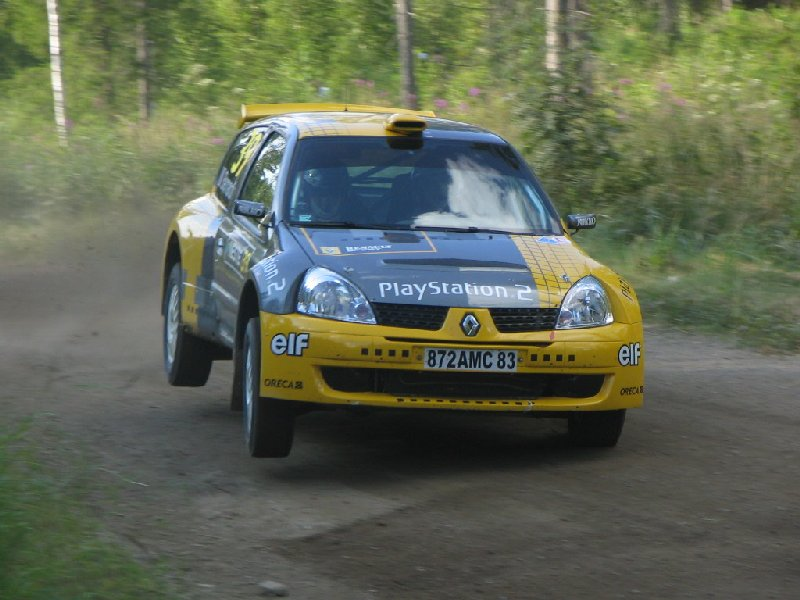
Renault Clio S1600 au Rallye de Finlande 2004.
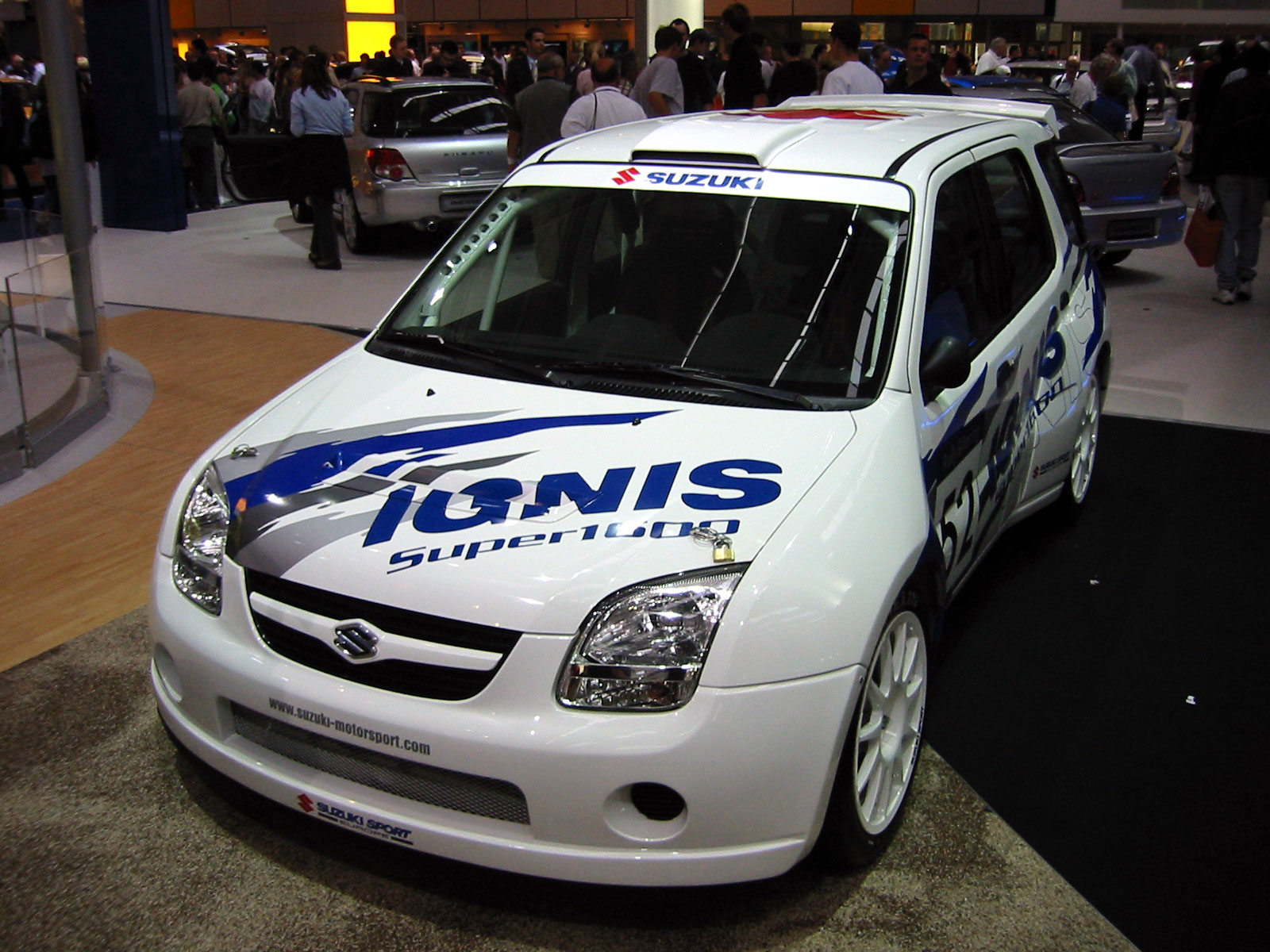
Suzuki Ignis S1600.
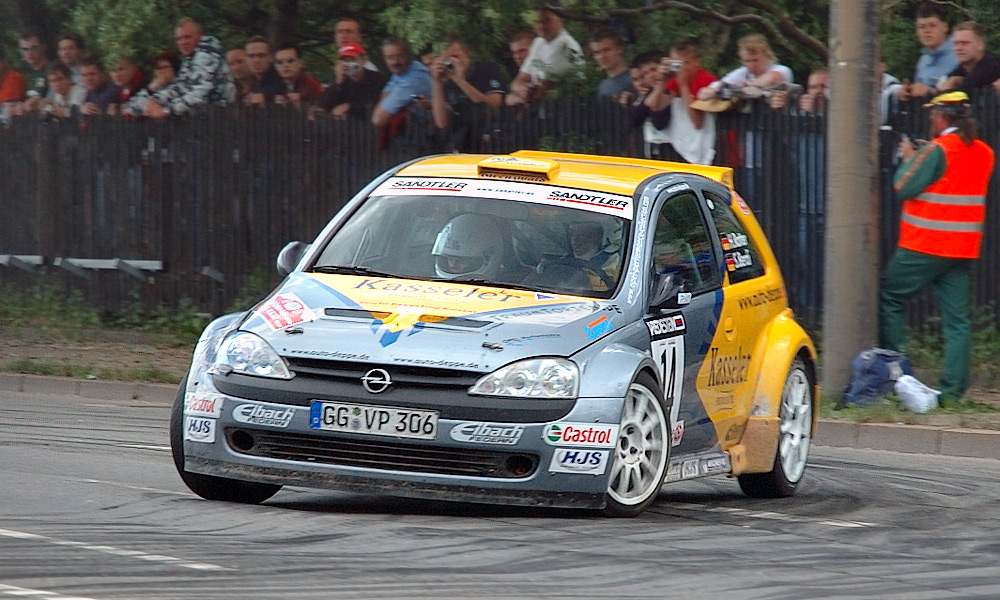
Opel Corsa S1600 en 2005.
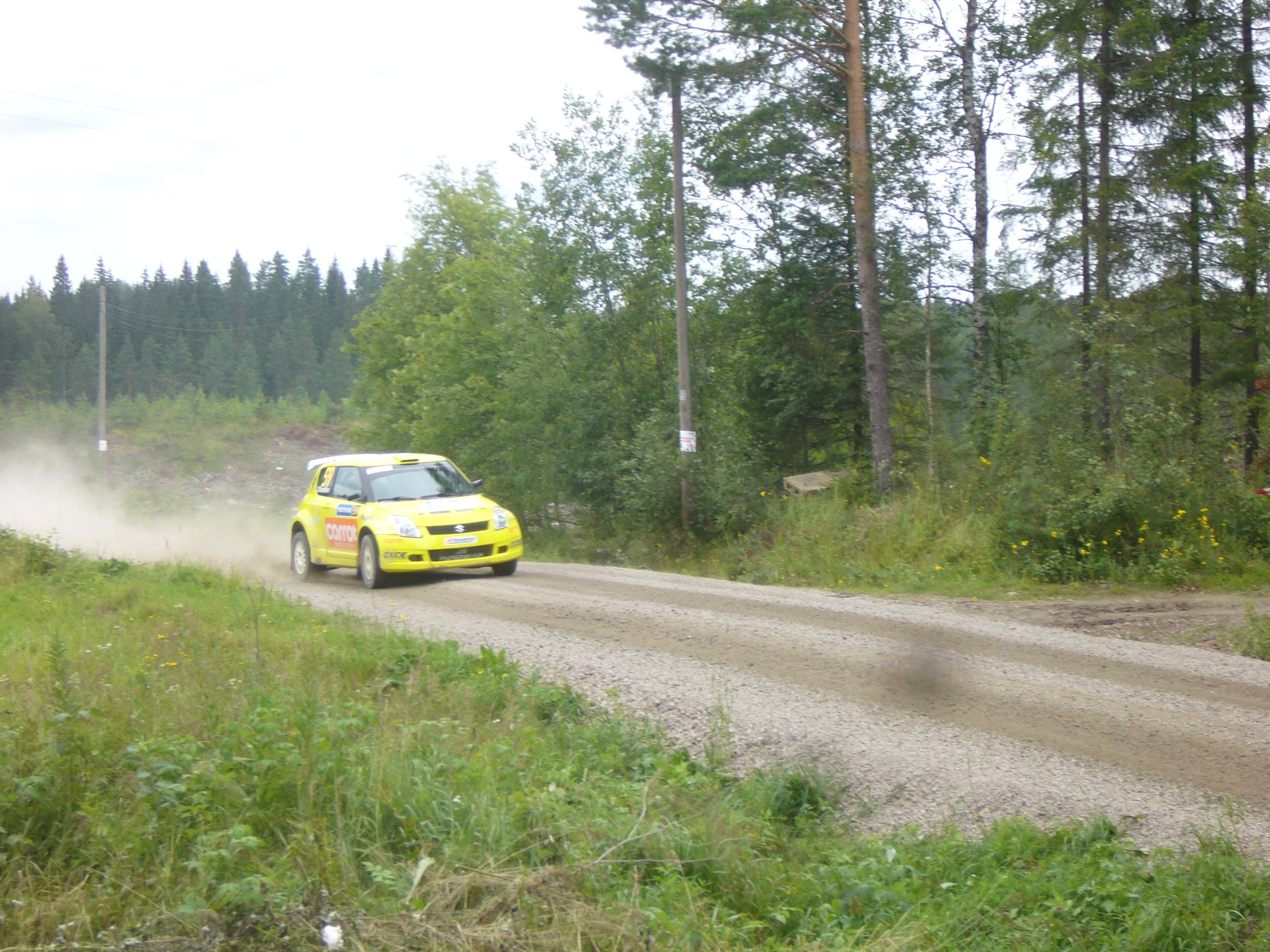
Suzuki Swift S1600 au Rallye de Finlande 2007.
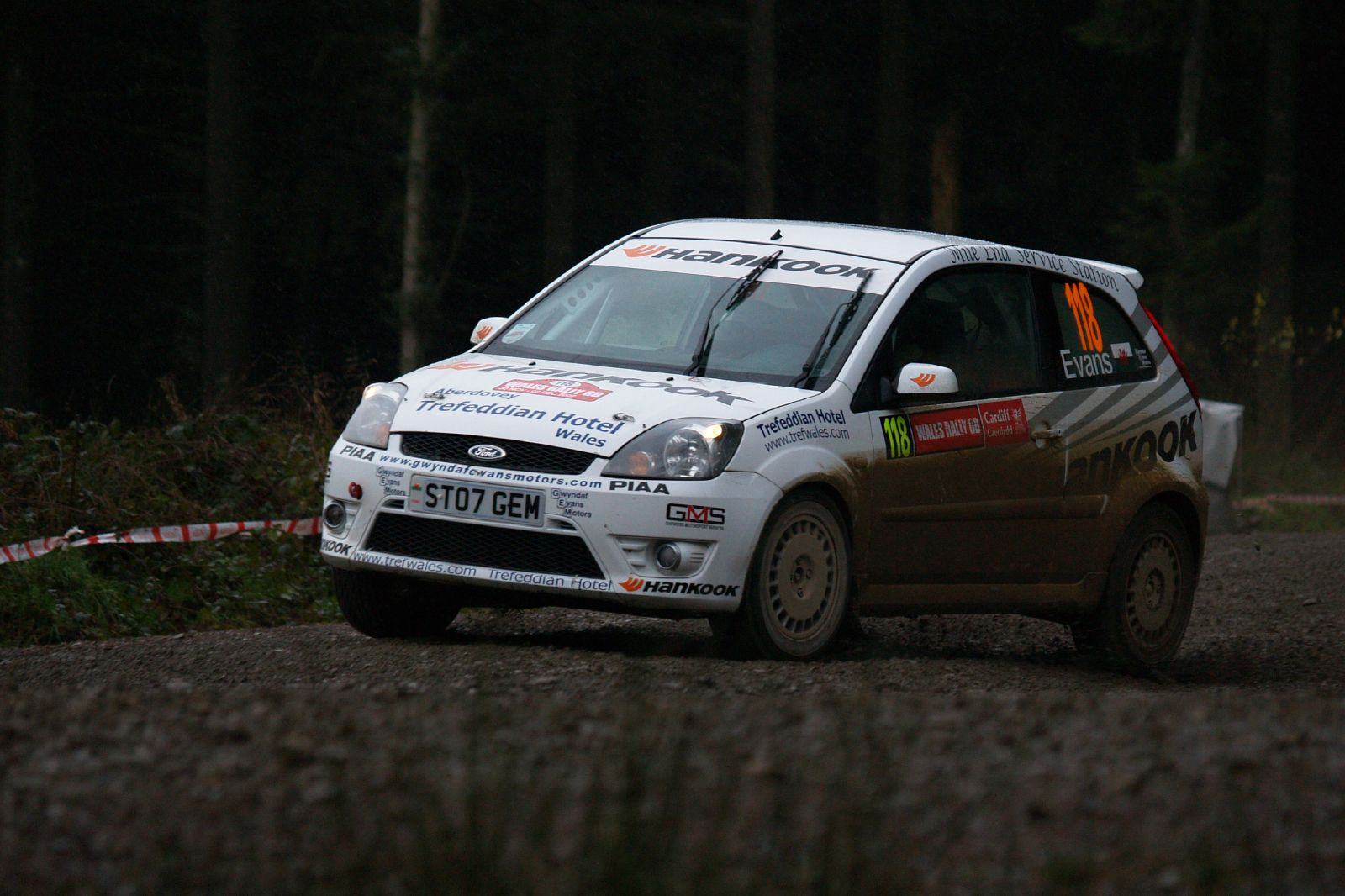
Ford Fiesta au Rallye de Grande-Bretagne 2007.
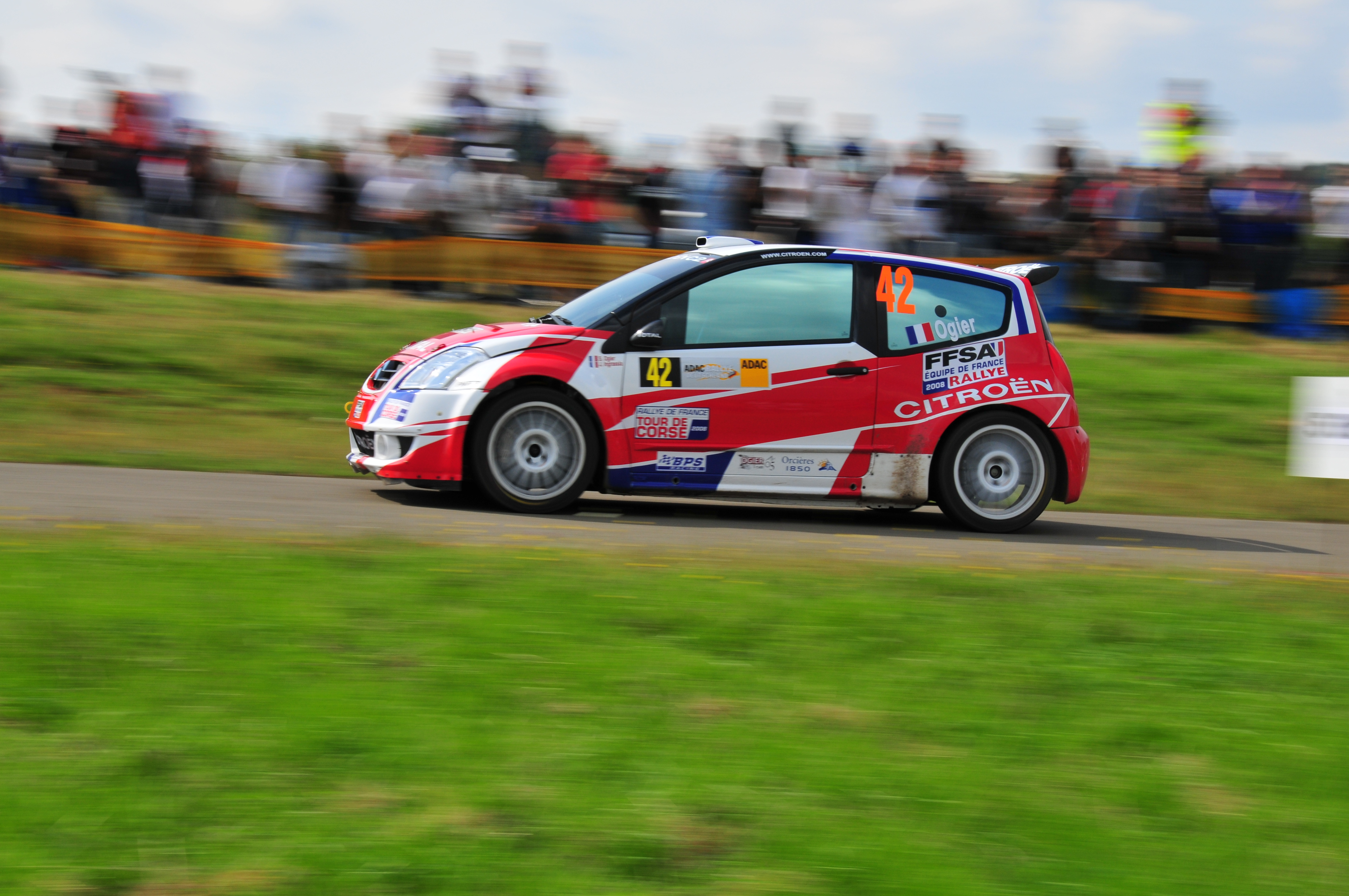
Sébastien Ogier avec la Citroën C2 S1600 au Rallye d'Allemagne 2008.
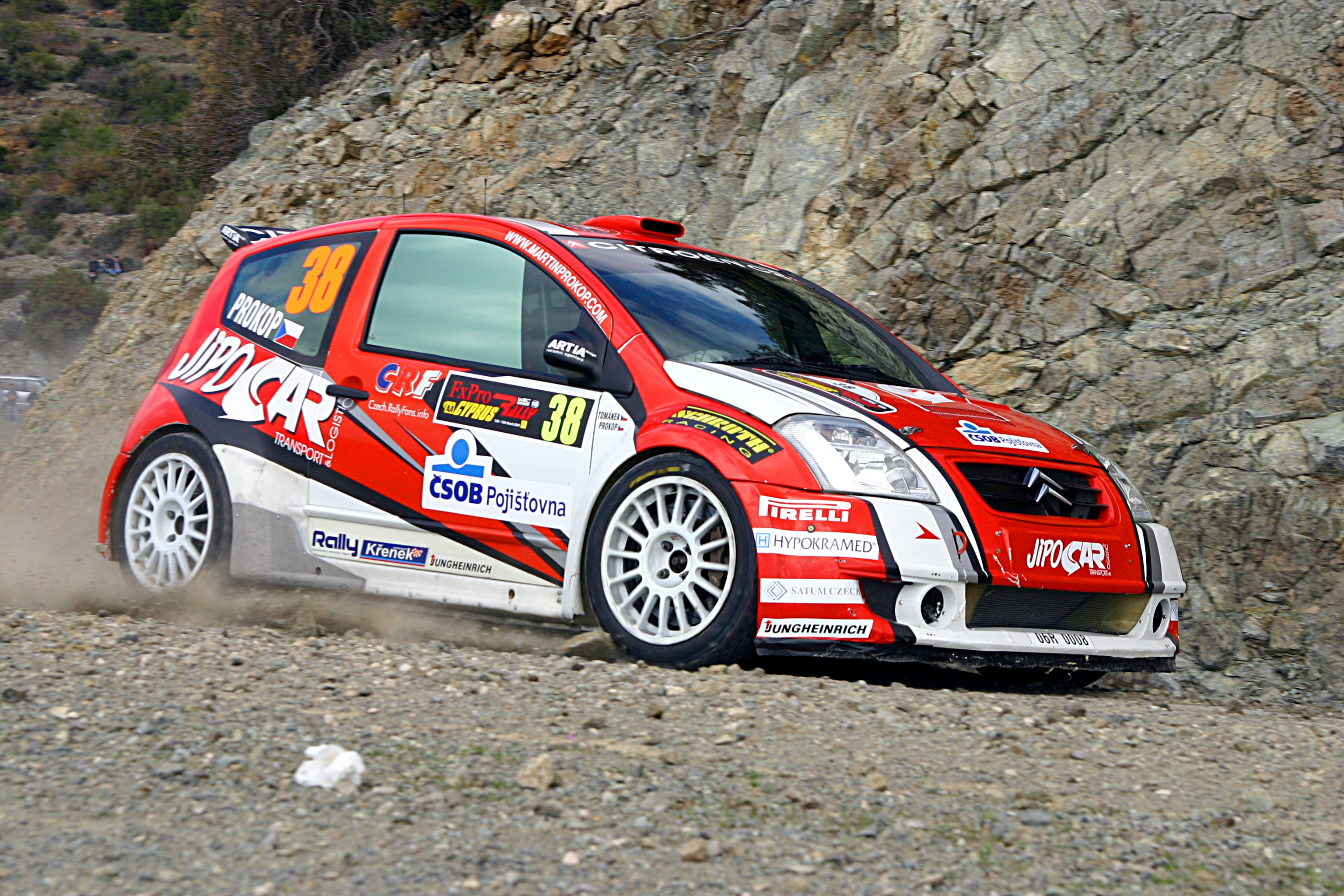
Martin Prokop avec la  Citroën C2 S1600 au Rallye de Chypre 2009.
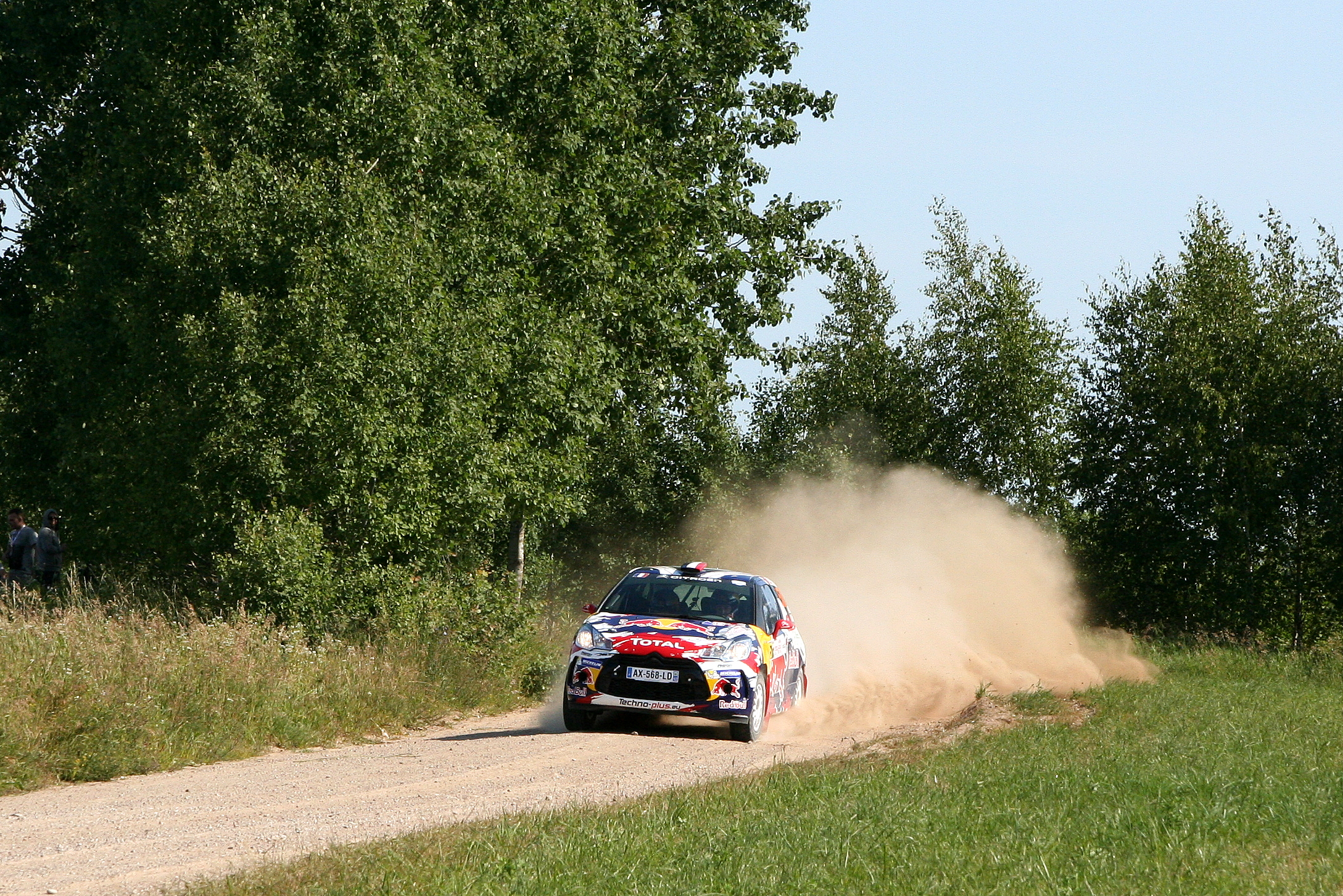
Stéphane Lefebvre, sur une Citroën DS3 R3T, au Rallye de Pologne 2014.